# UN-SPIDER

ONU-SPIDER o UN-SPIDER (del inglés "United Nations Platform for Space-based Information for Disaster Management and Emergency Response") es una plataforma de las Naciones Unidas que facilita el uso de información obtenida en el espacio para la gestión de desastres y respuestas de emergencia. Se trata de un programa bajo la supervisión de la Oficina de Naciones Unidas para Asuntos del Espacio Exterior o UNOOSA (del inglés “United Nations Office for Outer Space Affairs”).

## Tecnología Espacial y Gestión de Desastres
La vulnerabilidad a escala global ante los distintos desastres naturales es susceptible de ir en aumento a medida que el impacto del cambio climático y de los procesos de degradación del suelo continúan elevándose junto a un rápido crecimiento demográfico. En efecto, terremotos, inundaciones, tormentas, y otros desastres naturales causan graves perturbaciones en la sociedad y representan una pesada carga para los sistemas económicos nacionales. Sin embargo, se podrían evitar un considerable número de pérdidas humanas y materiales si se tuviese mejor información sobre predicción de riesgos y aparición de desastres, y si se mejorase tanto el asesoramiento de dichos riesgos, como las posibles advertencias preventivas y monitorización de los desastres. En reconocimiento a estas necesidades, la Asamblea General de las Naciones Unidas, en su Resolution 61/110 del 14 de diciembre de 2006, reconoció que el uso de la tecnología espacial existente puede desempeñar una función de apoyo vital en la gestión de desastres, ya que pueden proporcionar información precisa y oportuna tanto en la toma de decisiones como en el restablecimiento de las comunicaciones en caso de desastres. Se entiende por tecnología espacial existente tanto los distintos tipos de satélites (meteorológicos, de observación terrestre, de comunicaciones, de navegación) como sus distintas aplicaciones.

## Organización y Estructura

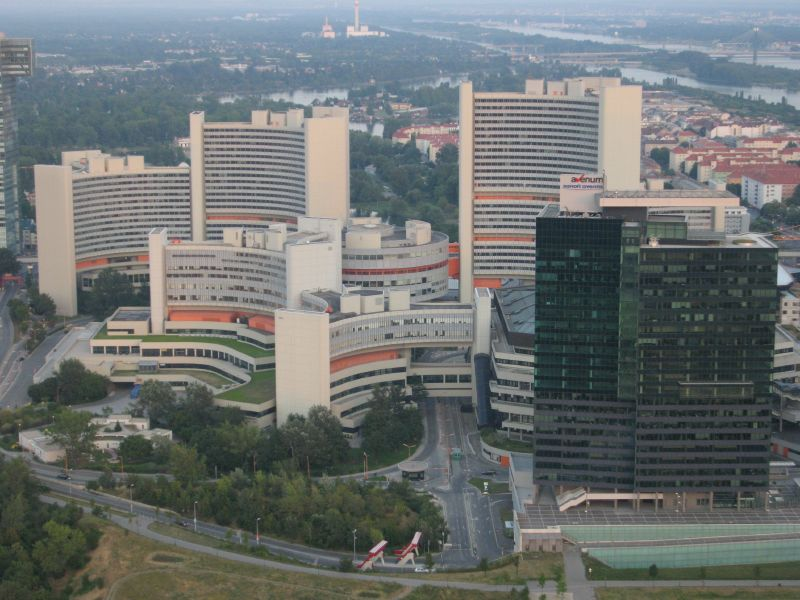
Naciones Unidas, Viena

En su Resolution 61/110 del 14 de diciembre de 2006, la Asamblea General de las Naciones Unidas acordó establecer UN-SPIDER como un nuevo programa de la Organización de las Naciones Unidas, con la siguiente declaración: “Asegurar que todos los países y organizaciones regionales e internacionales puedan contribuir y tener acceso a todos los tipos de información obtenida desde el espacio con el fin de apoyar en el ciclo completo de gestión de desastres”. Con este objetivo, UN-SPIDER se propone tres metas: ser un punto de acceso a la información obtenida desde el espacio que puede apoyar en la gestión de desastres; servir de puente entre las comunidades de gestión de desastres y las especializadas en actividades espaciales; y facilitar el fortalecimiento de capacidades e institucional. 
UN-SPIDER tiene tres oficinas, en Viena , en Bonn (Alemania) y en Pekín (China).

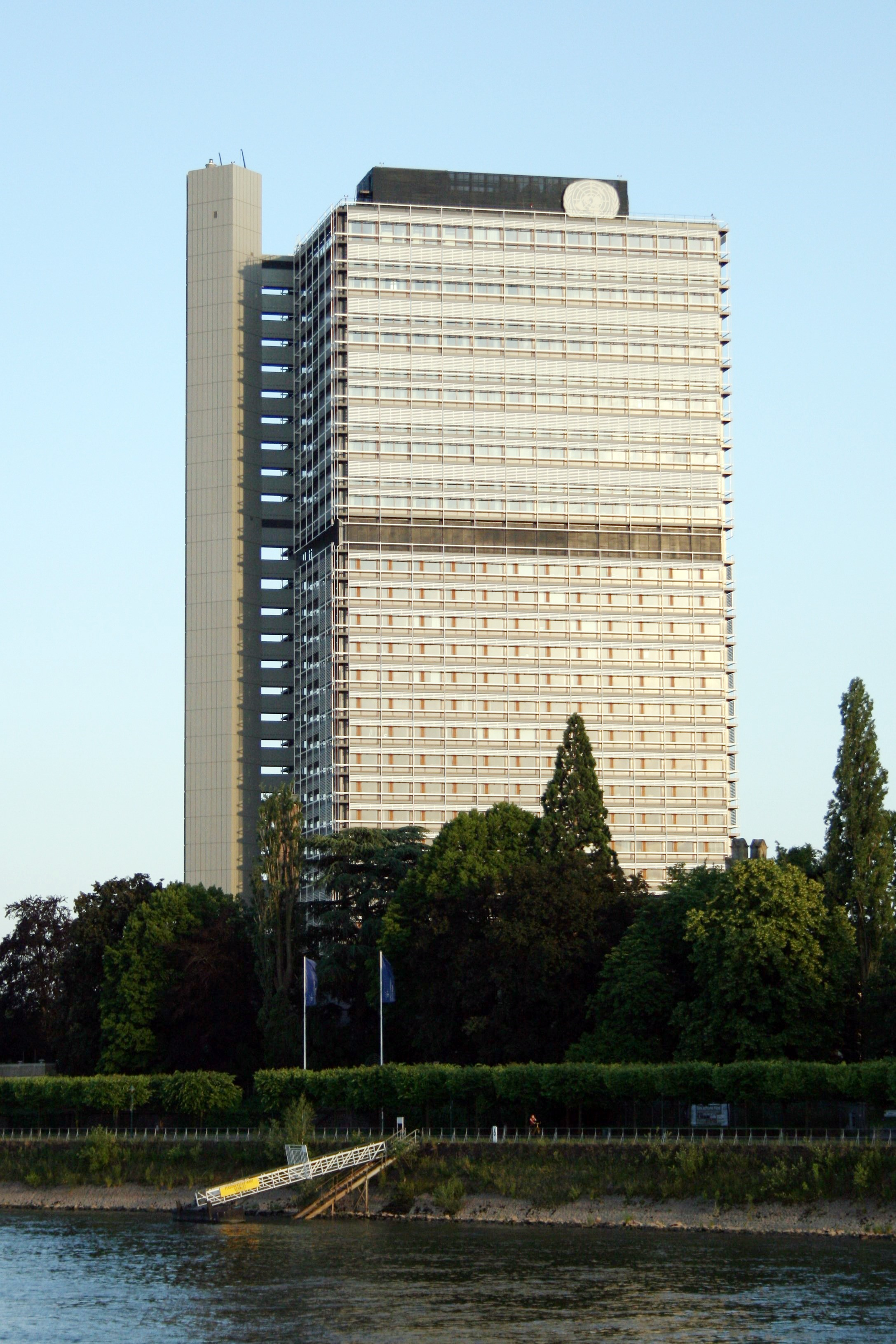
Naciones Unidas, Bonn

La oficina de Viena de UN-SPIDER está ubicada en la sede de UNOOSA, en el Centro Internacional de Vienna (CIV). Los miembros de su personal son los responsables de la coordinación general de UN-SPIDER, de la recolección de fondos, de coordinar las Oficinas de Apoyo Regional (RSO) y la Asesoría Técnica. La oficina de UN-SPIDER está respaldada por el gobierno de Austria.
La oficina de UN-SPIDER en Bonn fue fundada en octubre de 2007 con el apoyo del Ministerio Federal de Economía y Tecnología de Alemania (BMWi) y el Centro Aeroespacial Alemán (DLR). Esta oficina es responsable de gestionar la información disponible y los conocimientos generales de UN-SPIDER. El objetivo es garantizar que toda la información relevante sea fácilmente accesible y diseminada a todos los usuarios interesados en las áreas de gestión de desastres, de asistencia humanitaria y de respuestas de emergencia. Esto se hace principalmente a través del Portal de Conocimientos de UN-SPIDER (knowledge Portal), que es gestionado por el personal de la oficina en Bonn. Dicha oficina también trabaja en Apoyo Consultivo Técnico en el Caribe y en América Latina.
La oficina de Pekín abrió el 9 de noviembre de 2010, apoyada por el gobierno de la República Popular China. La oficina de Pekín trabaja principalmente con Asesoría Técnica en las regiones de Asia y del Pacífico e igualmente en la coordinación de las redes de UN-SPIDER en los puntos focales.

## Actividades de UN-SPIDER

### Gestión de Conocimientos
La adquisición, el procesamiento y la divulgación sistemática de conocimientos son elementos clave en las actividades de UN-SPIDER. Esto permite que en el Portal de Conocimientos de UN-SPIDER esté disponible tanto información obtenida desde el espacio como posibles vías para ayudar en la gestión de riesgos y desastres.
Así pues, el Portal de Conocimientos de UN-SPIDER es vital para todas las actividades llevadas a cabo en el marco de UN-SPIDER que gestionan esta información. El Portal de Conocimientos se puso en línea en junio de 2009 y se ha sido mejorado continuamente desde entonces. Su principal herramienta es la Matriz de Aplicaciones Espaciales (Space Application Matrix), un sofisticado motor de búsqueda que hace accesibles artículos de investigación y estudios de casos sobre el empleo de distintas fuentes a nivel espacial, en todas las fases del ciclo de gestión de desastres. El Portal también se caracteriza por incluir las últimas noticias sobre la gestión de riesgos y desastres y de las comunidades especializadas en actividades espaciales, así como información sobre seminarios, prácticas y eventos, y los datos de los miembros de las redes de UN-SPIDER.
Además, parte de los esfuerzos de UN-SPIDER están también orientados a la concienciación. Esta aportación es elemental ya que a través de la concienciación se agudiza el nivel de comprensión entre los destinatarios, fomentando cambios de actitud y de comportamiento, lo que resulta esencial para fomentar el uso común de información obtenida en el espacio en el campo de gestión de desastres. En el marco de UN-SPIDER, dicha concienciación está diseñada como un proceso continuo que acompaña, facilita y prepara sus distintas actividades o campañas. A medida que aumenta el público al que van dirigidas estas actividades de concienciación, se consigue formar nuevas alianzas y desarrollar nuevas soluciones tecnológicas, lo cual ofrece nuevas oportunidades tanto a los nuevos grupos como a los ya existentes. UN-SPIDER implementa sus actividades de concienciación principalmente a través de sus publicaciones, tales como actualizaciones mensuales o boletines semestrales, así como a través de su Portal de Conocimientos.

### Actividades de Divulgación
La experiencia indica que ya que la conducción de actividades orientadas a gestionar el ciclo completo de desastres abarca una gran variedad de agencias (tanto del sector privado como del público) a distintos niveles, un enfoque coordinado resulta más eficiente. Las actividades de divulgación de UN-SPIDER contribuyen a involucrar tanto a expertos en la gestión de desastres como a  comunidades especializadas en actividades espaciales, en las actividades de UN-SPIDER, ayudando a fomentar el uso de información obtenida desde el espacio en el apoyo al ciclo completo de gestión de desastres. 
Las actividades de divulgación de UN-SPIDER incluyen la organización de seminarios, talleres y reuniones con oradores expertos en distintas regiones, así como también apoyo en eventos similares organizados por sus asociados. El personal de UN-SPIDER participa además en los eventos más importantes de todo el mundo con el fin de concienciar sobre la importancia de las actividades de UN-SPIDER y de las oportunidades que ofrece la información obtenida desde el espacio en la gestión de riesgos y desastres. 

### Asesoría Técnica
La Asesoría Técnica (en inglés “Technical Advisory Support”) es otra de las principales actividades de UN-SPIDER. Consiste en identificar a nivel nacional la capacidad disponible de usar información obtenida desde el espacio, analizar el marco institucional con el fin de apoyar el gestionamiento de desastres con esta información obtenida desde el espacio e identificar las limitaciones que impiden el uso de dicha información. La Asesoría Técnica intenta que los Estados miembros puedan superar sus limitaciones de acceso a  información obtenida desde el espacio a través de cooperación internacional y regional, interconectando con instituciones de la zona, y creando planes de reducción de desastres. Cubre aspectos específicos de la región en cuestión, como temas transfronterizos, respuestas de emergencia, asesoramiento de riesgos, sistemas de gestión de desastres basados en SIG (Sistema de Información Geográfica), y reducción de riesgos y desastres. Los esfuerzos de la Asesoría Técnica oscilan desde una simple llamada de teléfono consultiva hasta la facilitación de soporte técnico, misiones, entrenamientos y seminarios. La Asesoría Técnica de UN-SPIDER consta de tres pilares fundamentales: "Misiones de Asesoría Técnica", “Fortalecimiento de Capacidades” y "Apoyo Técnico".
Las "Misiones de Asesoría Técnica" (en inglés "Technical Advisory Missions") sirven de instrumento para identificar las necesidades de los Estados miembros de acuerdo a su capacidad para aprovecharse al máximo del uso de información obtenida desde el espacio. Dichas misiones son oficialmente solicitadas por los respectivos gobiernos nacionales y son llevadas a cabo por un equipo de expertos. El equipo se reúne con las autoridades clave en gestión de desastres y desarrollo, procedentes tanto del Gobierno como de las Naciones Unidas o de otras organizaciones, iniciativas regionales e internacionales, con el fin de debatir en profundidad sobre los temas en cuestión. Estas misiones redactan recomendaciones orientadas a mejorar el acceso a, y el uso de, recursos e información de origen espacial para la reducción de riesgos y desastres. Desde el año 2008 varias misiones se han llevado a cabo en países de América Latina, el Caribe, África, Asia y la región del Pacífico.
UN-SPIDER define su “Fortalecimiento de Capacidades” como un proceso que facilita el refuerzo de la competitividad de individuos, equipos e instituciones en su uso de la información y recursos obtenidos desde el espacio, con el objetivo de prevenir, mitigar y responder eficazmente a los problemas que presentan los desastres naturales y los relacionados con crisis humanitarias. Los esfuerzos de UN-SPIDER en “Fortalecimiento de Capacidades” incluyen cuatro tipos de actividades complementarias: Dotar de consejos políticos pertinentes a instituciones y gobiernos en lo que se refiere al uso de información obtenida desde el espacio como apoyo al ciclo completo de gestión de desastres; facilitar el acceso a datos y servicios obtenidos desde el espacio; facilitar el entrenamiento de individuos en el uso de dichos recursos y facilitar a su vez el acceso a la infraestructura, al hardware, al software y a los servicios para aplicaciones espaciales. Así pues, las actividades de UN-SPIDER en “Fortalecimiento de Capacidades” cubren simultáneamente instituciones, individuos e infraestructuras.
En caso de emergencias y desastres, UN-SPIDER proporciona "Apoyo Técnico" al adquirir el papel de puente entre, por una parte las agencias de gestión de desastres al cargo de operaciones de respuesta y por otra, las agencias espaciales o los mecanismos establecidos por la comunidad espacial, como la ´"Carta Internacional: Espacio y Grandes Desastres". UN-SPIDER provee de este soporte técnico a través de su red de Oficinas Regionales de Apoyo y mediante enlaces con agencias espaciales específicas.

## Redes de UN-SPIDER
UN-SPIDER ha creado una red global con el fin de potenciar y reforzar alianzas estratégicas a escala regional y global. UN-SPIDER mantiene dos tipos de redes: Oficinas Regionales de Apoyo y Puntos Focales Nacionales.
Oficinas Regionales de Apoyo
Una Oficina Regional de Apoyo o RSO (del inglés Regional Support Office) es un centro nacional o regional, creado por un Estado Miembro sobre una entidad ya existente. El establecimiento de una red de Oficinas Regionales de Apoyo fue acordado por la Asamblea General de las Naciones Unidas en su Resolution 61/110. Actualmente UN-SPIDER consta de 17 Oficinas Regionales de Apoyo. Información detallada sobre todas las Oficinas Regionales de Apoyo de UN-SPIDER puede ser encontrada en UN-SPIDER Knowledge Portal.
Las Oficinas Regionales de Apoyo se comunican y coordinan con el personal de UN-SPIDER de forma periódica, cubriendo las tres áreas siguientes:
- Actividades de divulgación y “Fortalecimiento de Capacidades”
- Cooperación horizontal  (Comunidades de Prácticas, Gestión del Conocimiento, contribuciones al Portal de Conocimientos)
- Asesoría Técnica

Puntos Focales Nacionales
Tal y como fue definido por la Asamblea General de las Naciones Unidas, un Punto Focal Nacional es una institución nacional, nombrada por el gobierno del respectivo país, que representa a las comunidades de gestión de desastres y aplicaciones espaciales. UN-SPIDER se conecta con todos los países a través de estos Puntos Focales Nacionales. Entre ellos encontramos miembros del espacio o agencias de protección civil. 
Los Puntos Focales Nacionales trabajan con el personal de UN-SPIDER con el fin último de conseguir:
- Promover el acceso a, y el uso de, soluciones para la gestión de desastres basadas en el espacio en dicho país.
- Reforzar las políticas y planificaciones sobre la gestión de desastres nacionales.
- Implementar actividades nacionales específicas que incorporen soluciones tecnológicas espaciales en apoyo a la gestión de desastres.